# Beast in Black
Beast in Black (с англ. — «Зверь в чёрном») — финская хэви-метал-группа, основанная в 2015 году в Хельсинки гитаристом и автором песен Антоном Кабаненом.

## История
Антон Кабанен основал Beast in Black в 2015 году после того, как в том же году покинул свою бывшую группу Battle Beast. Как и Battle Beast, название группы — дань уважения японской манге и аниме-сериалу Berserk.
Beast in Black подписали контракт с лейблом Nuclear Blast и 3 ноября 2017 года выпустили свой первый альбом Berserker, получивший очень положительный отклик во всем мире. Дебютный альбом занял седьмое место в финских чартах. Кроме того, Berserker также попал в чарты Германии, Великобритании, Швеции, Швейцарии и Франции.
7 февраля 2018 года было объявлено, что Атте Палокангас заменит Сами Хяннинена на посту постоянного барабанщика. В состав группы также входят греческий вокалист Яннис Пападопулос (экс-Wardrum), венгерский басист Мате Молнар (Wisdom) и Каспери Хейккинен (бывший гитарист таких групп, как U.D.O., Amberian Dawn и др.).
21 марта 2018 года было объявлено, что Beast in Black будут разогревать Nightwish в рамках европейского этапа их тура Decades: World Tour.
Второй альбом группы From Hell with Love вышел 8 февраля 2019 года. После выпуска альбома группа отправилась в свой первый тур по Европе с финской индастриал-метал-группой Turmion Kätilöt в качестве поддержки.
В 2021 году вышел третий альбом Dark Connection, в который среди прочего вошла кавер-версия на песню Майкла Джексона They Don't Care About Us.

## Музыкальный стиль
На звучание коллектива повлияли такие группы, как Judas Priest, Manowar, W.A.S.P., Accept и Black Sabbath.

## Состав
- Антон Кабанен — гитары, бэк-вокал, клавишные (2015 – настоящее время)
- Яннис Пападопулос — вокал (2015 – настоящее время)
- Каспери Хейккинен — гитары (2015 – настоящее время)
- Мате Мольнар — бас-гитара (2015 – настоящее время)
- Атте Палокангас — ударные (2018 – настоящее время)

Бывшие участники
- Сами Ханнинен — ударные (2015–2018)

## Дискография

### Полноформатные альбомы
- Berserker (2017)
- From Hell with Love (2019)
- Dark Connection (2021)

### Синглы
- «Blind and Frozen» (2017)
- «Beast in Black» (2017)
- «Born Again» (2017)
- «Zodd the Immortal» (2017)
- «Sweet True Lies» (2018)
- «Die by the Blade» (2019)
- «From Hell with Love» (2019)
- «Moonlight Rendezvous» (2021)
- «One Night in Tokyo» (2021)
- «Hardcore» (2021)
- «Broken Survivors» (2022)
- «Power Of The Beast» (2024)